# ملعب ويمبلي
ملعب ويمبلي (بالإنجليزية: Wembley Stadium)‏ هو ملعب كرة قدم يقع في منطقة ويمبلي شمال غرب العاصمة الإنجليزية لندن، ويعد من أشهر الملاعب في العالم.
افتتح الملعب في عام 2007، بنفس موقع ملعب ويمبلي القديم والذي تم هدمه خلال موسم 2002-2003. يعدّ ملعب ويمبلي الملعب الأساسي لاستضافة مباريات منتخب إنجلترا لكرة القدم، وكذلك لاستضافة نهائيات كأس الاتحاد الإنجليزي، وكذلك كان الملعب المؤقت لنادي توتنهام هوتسبير لسنوات إلى أن تم بناء ملعبهم الجديد خلفاً لملعبهم السابق وايت هارت لين. أيضاً يستخدم الملعب لمباريات لعبة الرغبي ولألعاب القوى وحفلات البوب وغيرها.
يعدّ ملعب ويمبلي ملكاً للاتحاد الإنجليزي لكرة القدم المسؤول المباشر عن لعبة كرة القدم في إنجلترا، من خلال شركة ملعب ويمبلي الوطني المحدودة (بالإنجليزية: Wembley National Stadium Ltd)‏ التابعة لها، كذلك يقع مقر الاتحاد الإنجليزي لكرة القدم في الملعب نفسه. يتسع ملعب ويمبلي لحضور 90,000 ألف متفرج، مما يجلعه أكبر ملعب كرة قدم في إنجلترا، وأكبر ملعب كرة قدم في المملكة المتحدة، وثاني أكبر ملعب كرة قدم في القارة الأوربية بعد ملعب كامب نو والذي يتسع بدوره لحضور 99,354 ألف متفرج.
صمم الملعب من قبل شركة بوبولوس وشركة فوستر، حيث أشرف على تصميمه أحد أكبر المهندسيين المعماريين وهو موت مكدونالد، بينما تم بناء الملعب من قبل شركة مولتيبلكس الأسترالية بتكلفة تصل إلى 798 مليون جنيه استرليني (أي ما يعادل 1.07 مليار جنيه استرليني في الوقت الحالي).
هُدم ملعب ويمبلي القديم في 30 سبتمبر 2002، ثم بدأت أعمال البناء في أول عام 2003 واستمرت البناء حوالي 4 سنوات، حيث افتتح اللعب رسمياً في 9 مارس 2007 بمباراة ودية بين منتخب إنجلترا تحت 21 سنة ومنتخب إيطاليا تحت 21 سنة انتهت بالتعادل الإيجابي بنتيجة 3-3، وبحضور 55,700 ألف متفرج.

## لعب
يتميز الملعب بـأنه يمتلك أكبر قوس أحادي في العالم يبلغ طوله 133 م، ووزنه 1750 طن وقطره 7.4 م، ويمكن مشاهدته من بعد 21 كم من كافة أرجاء المدينة، صممه المهندس البريطاني الشهير نورمان فوستر. وما يميز ملعب ومبلي عن غيره من الملاعب أنه يحتوي على منارات للطائرات التي تحلق على مدى منخفض.

## معرض الصور

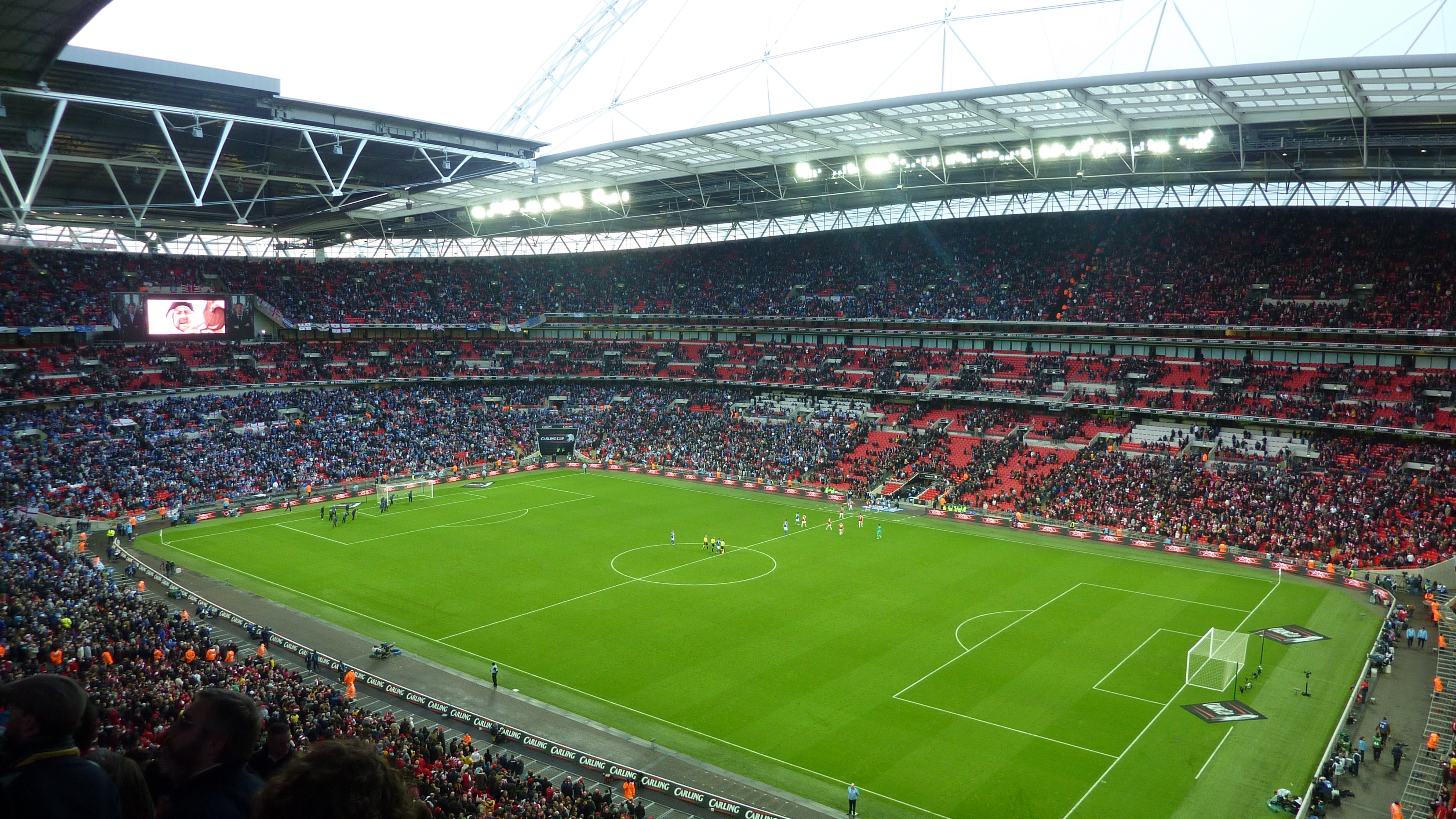
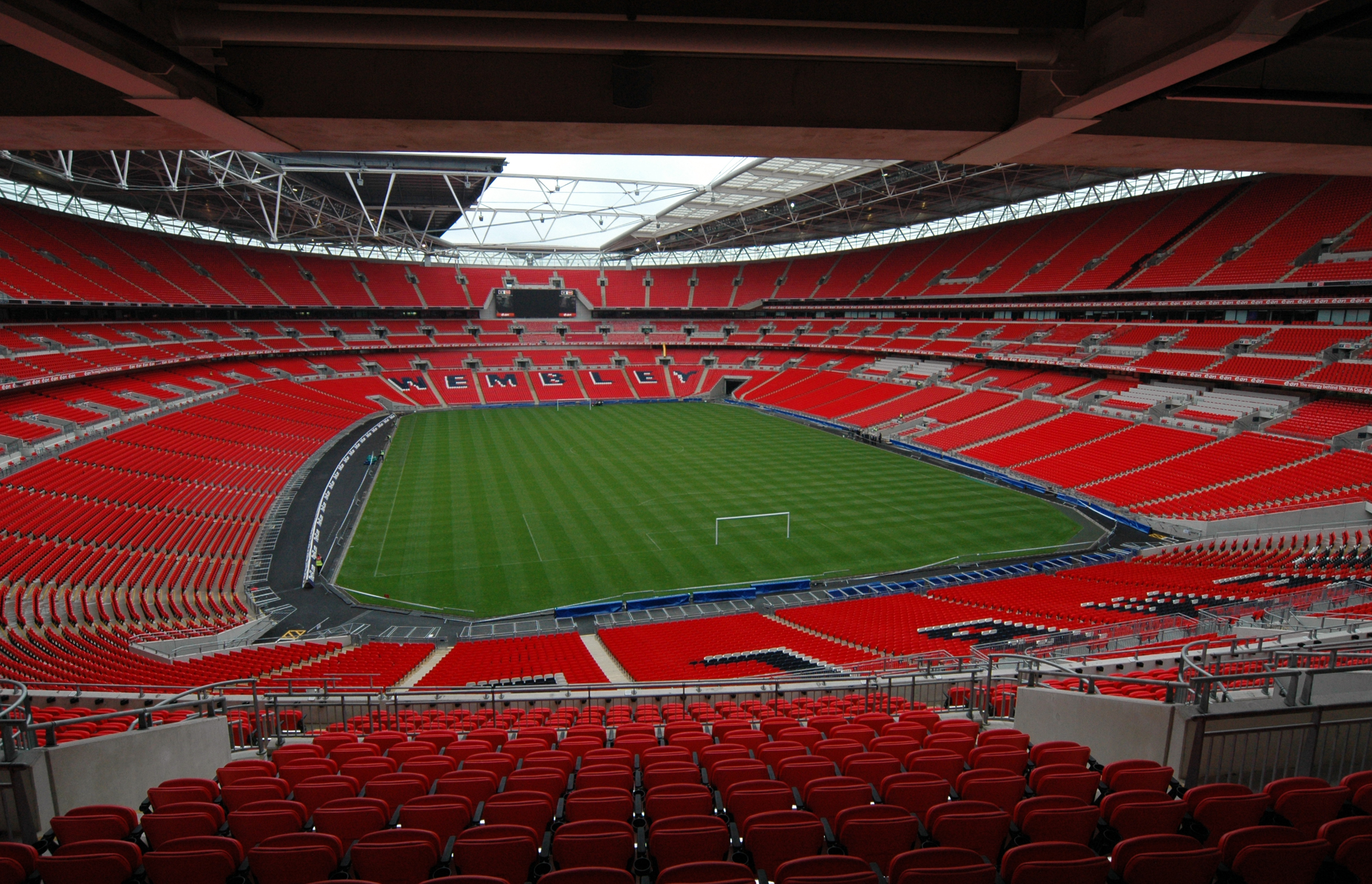
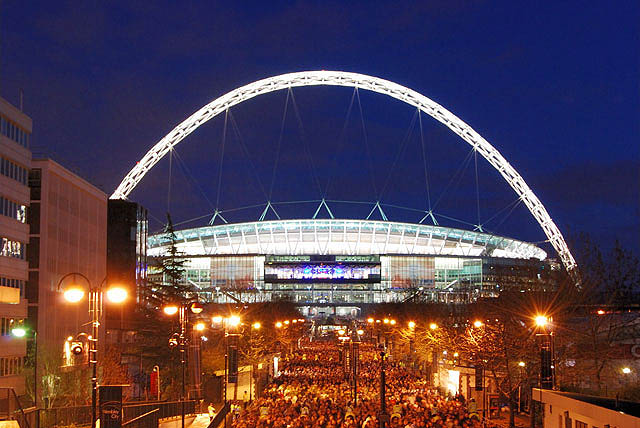
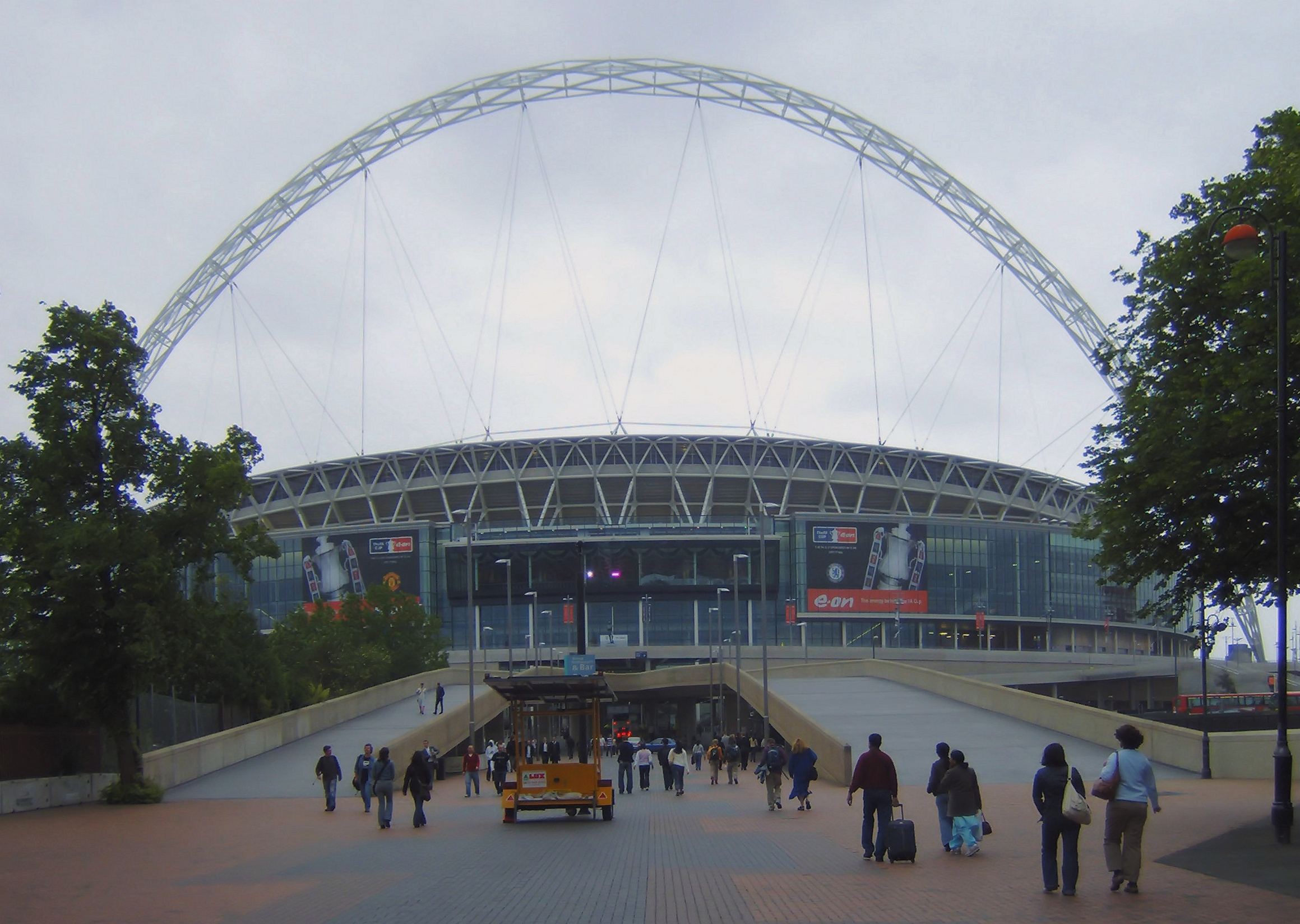
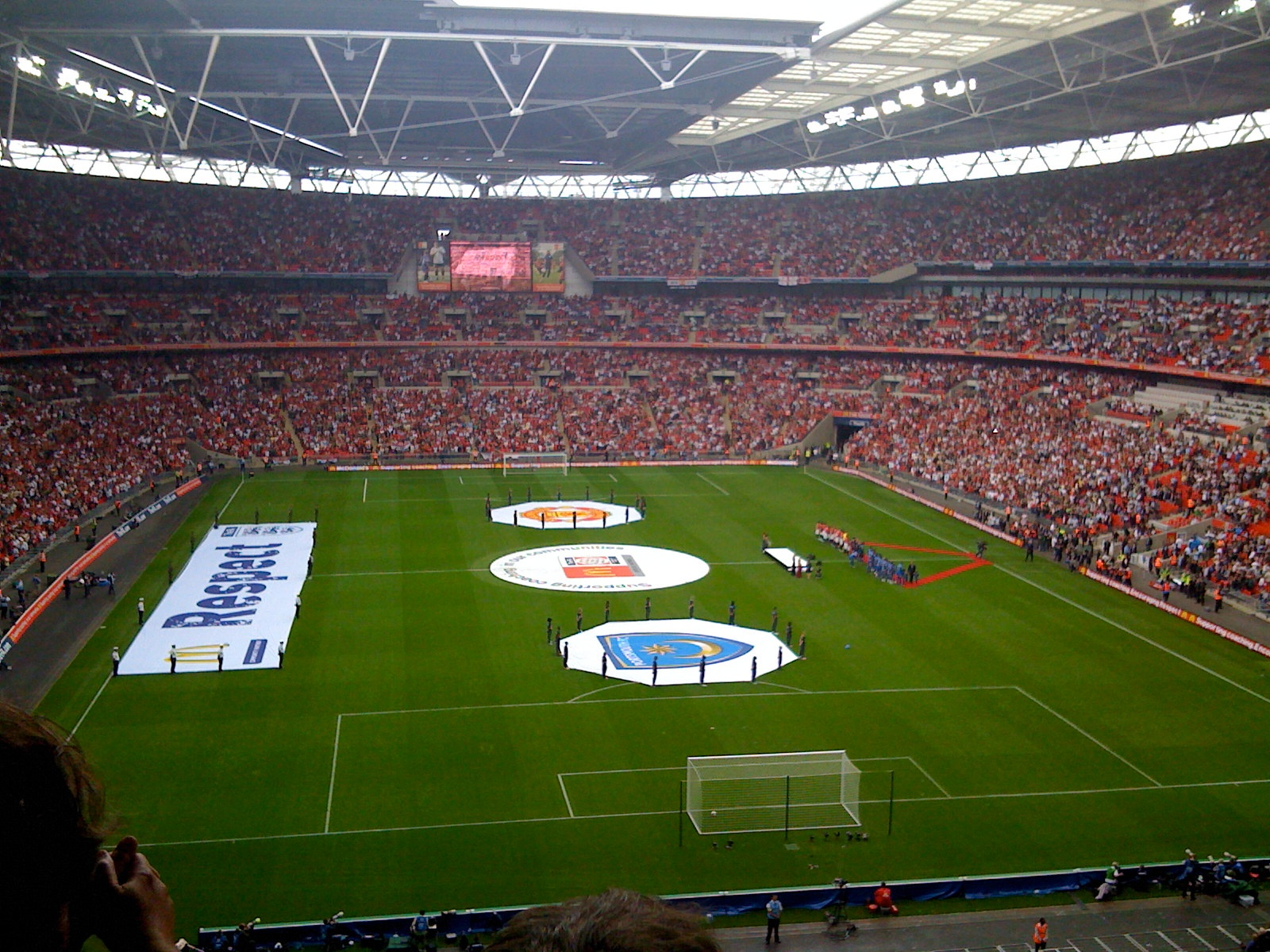
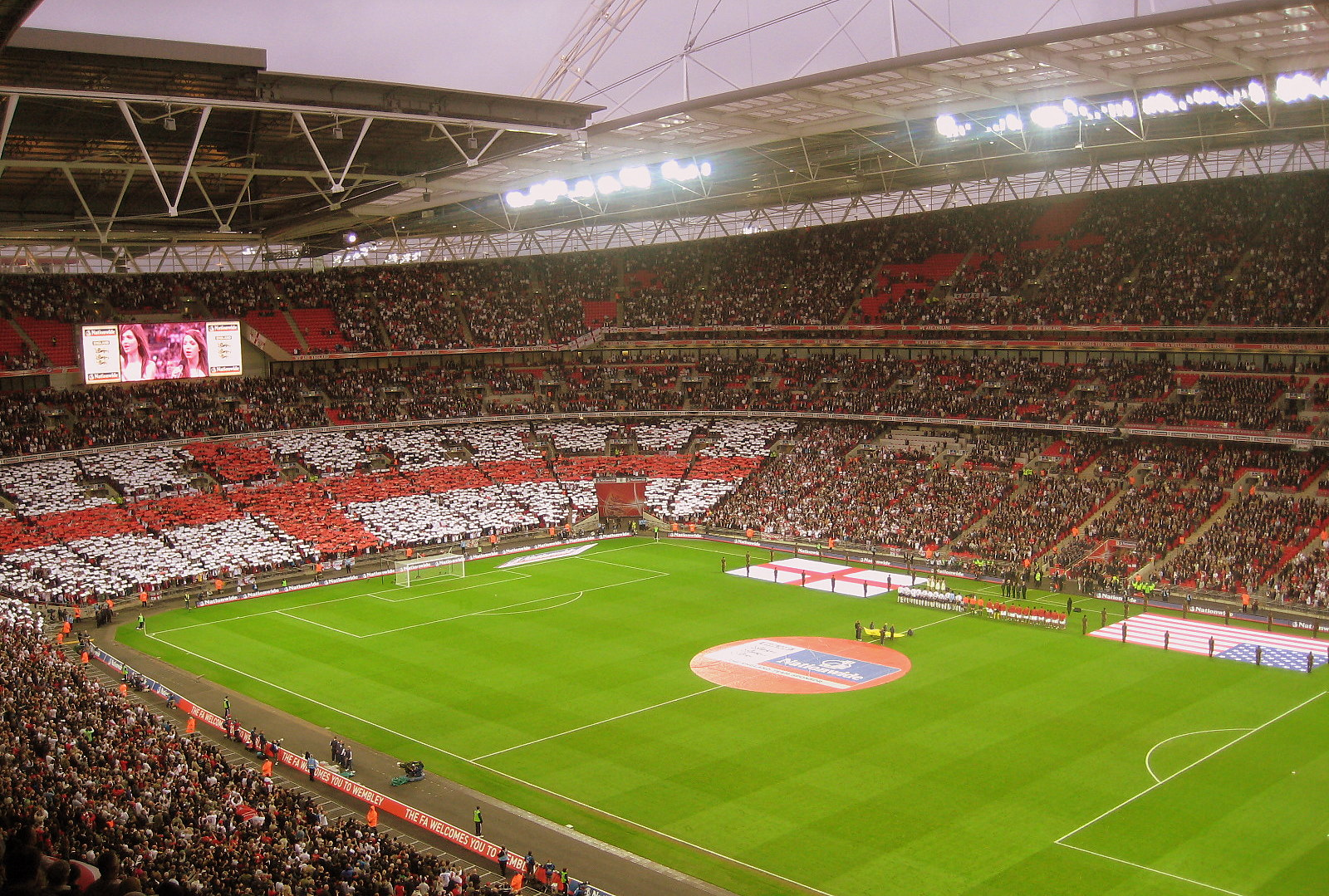

## وصلات خارجية
- الموقع الرسمي
- فيديو عن ملعب ومبلي